# Широкова, Александра Григорьевна
Алекса́ндра Григо́рьевна Широ́кова (26 ноября 1918 года, Москва — 22 апреля 2003 года, там же) — советский и российский лингвист, специалист по богемистике. Доктор филологических наук (1968), заслуженный профессор МГУ им. М. В. Ломоносова (1987), почётный доктор Карлова университета в Праге. Сферой научной деятельности А. Г. Широковой были вопросы формирования чешского литературного языка, функционирования и соотношения различных вариантов и форм чешского языка, сопоставительное изучение грамматического строя чешского и русского языков, исследование в славянских языках категории глагола. Является автором около 160 научных и учебно-методических работ. Участвовала во многих значимых работах по славистике, появившихся во второй половине XX века. А. Г. Широковой были подготовлены 2 доктора и 25 кандидатов наук. В течение 20 лет она заведовала кафедрой славянской филологии филологического факультета МГУ (1971—1991).

## Биография
А. Г. Широкова родилась в 1918 году в Москве. После окончания школы с 1937 года училась в МГПИ, на литературном факультете. В 1941 году поступила в аспирантуру, где обучалась под руководством А. М. Селищева и Р. И. Аванесова. С 1943 года работала на кафедре славянской филологии филологического факультета МГУ. В 1940-е годы А. Г. Широкова начинает заниматься исследованиями чешского и словацкого языков, эта область славянского языкознания отражена в кандидатской диссертации, защищённой ею в 1945 году — «Восточно-словацкие говоры Земплинско-Угличского комитата», а впоследствии и в докторской диссертации, которую А. Г. Широкова защитила в 1968 году — «Многократные глаголы в чешском языке (возникновение, развитие, функционирование, отношение к глагольному виду)». С 1948 года А. Г. Широкова — доцент, с 1970 года — профессор, с 1987 года — заслуженный профессор Московского университета. С 1971 года заведовала кафедрой славянской филологии филологического факультета МГУ. А. Г. Широкова посвятила значительную часть жизни всестороннему изучению чешского языка, а также популяризации чешского языка и чешской и словацкой культуры.

## Научная деятельность
Основной сферой научных исследований А. Г. Широковой был чешский язык, её работы посвящены различным вопросам чешского языкознания: формированию и развитию чешского литературного языка, изучению его грамматических категорий, изучению всех форм, в которых существует чешский язык, исследованию грамматического строя чешского языка в сравнении с русским и т. д. А. Г. Широкова является автором программ, учебных пособий и учебников по всем курсам чехословацкого языкознания: грамматике, истории и диалектологии чешского языка, преподаванию чешского языка и т. д. Она участвовала в создании учебников по чешскому языку (в соавторстве с чешскими учёными), при её активном участии издана в 1990 году сопоставительная чешско-русская грамматика для студентов русского отделения государственных университетов СССР. А. Г. Широковой выполнены переводы на русский язык различных исследований чешских и словацких лингвистов: О. Гуйера, Ф. Травничека, Б. Гавранека, В. Скалички, В. Барнета и др. Ею был подготовлен сборник чешских и словацких языковедов «Языкознание в Чехословакии (1956—1974)». Как результат сотрудничества МГУ и Карлова университета было появление ряда научных изданий, подготовленных А. Г. Широковой.

## Публикации
1. Широкова А. Г. Очерки грамматики чешского языка. — М., 1952.
2. Широкова А. Г. Чешский язык. — М., 1961.
3. Широкова А. Г., Адамец П., Влчек Й., Роговская Е. Р. Чешский язык: Учебник для I и II курсов: Для студентов филол. спец. вузов. — 2-е изд. испр. и доп. — М.: Высш. шк., 1988. — 544 с. — ISBN 5-06-001334-0.
4. Широкова А. Г., Васильева В. Ф., Едличка А. Чешский язык. — М., 1990.
5. Широкова А. Г., Ананьева Н. Е., Васильева В. Ф., Изотов А. И. Сопоставительные исследования грамматики и лексики русского и западнославянских языков / Под ред. А. Г. Широковой. — М.: Изд-во Моск. ун-та, 1998. — 326 с. — ISBN 5-211-03996-3.

## Награды
А. Г. Широкова награждена почётными грамотами и знаками отличия Министерства высшего и среднего специального образования СССР, орденами и медалями СССР и Чехословакии:
- Орден Дружбы народов
- Медаль «За трудовую доблесть»
- Медаль «За доблестный труд в Великой Отечественной войне 1941—1945 гг.»
- Серебряная медаль Карлова университета
- Медаль «За укрепление дружбы и сотрудничества между ЧССР и СССР»
- Медаль «За научные заслуги», учреждённая в честь первого президента АН Чехословакии 3. Неедлого